# William Pearson (astronome)
William Pearson (23 avril 1767–6 septembre 1847) est un maître d'école anglais, astronome et fondateur de la Royal Astronomical Society. Il est l'auteur de Practical Astronomy (2 vol., 1825 et 1829) ,.

## Biographie
William Pearson est né à Whitbeck dans le Cumberland le 23 avril 1767. Après avoir été diplômé de la Hawkshead Grammar School près de Windermere, Cumberland, Pearson commence sa carrière en tant que maître d'école à Hawkshead. Après quoi, il part à Lincoln en tant que sous-maître de la Free Grammar School. Grâce à l'intérêt de Pearson pour l'astronomie, il construit une horloge astronomique et un orrery, qui est probablement utilisé pour des conférences publiques. Bien qu'inscrit à l'Université de Cambridge, il ne semble pas avoir obtenu de diplôme. Il est admis comme sizar au Clare College en 1793, mais n'a peut-être pas obtenu sa résidence .
Propriétaire original de la Royal Institution, Pearson termine un planétarium en 1803 qui illustre les conférences du Dr Thomas Young. Le 10 janvier 1810, Pearson est présenté pour le presbytère de Perivale dans le Middlesex. Le 15 mars 1817, le lord-chancelier Eldon présente Pearson pour le presbytère de South Kilworth dans le Leicestershire .
Il acquiert la Temple Grove School, une grande institution privée à East Sheen  en 1810. Après y avoir établi un observatoire, il mesure les diamètres du soleil et de la lune lors de l'éclipse solaire partielle du 7 septembre 1820, avec l'un des micromètres à verre divisé de John Dollond.
La fondation de l'Astronomical Society of London (maintenant connue sous le nom de Royal Astronomical Society) est en grande partie due à ses efforts. En 1812 et 1816, il commence le développement de la société qui prend officiellement forme lors d'une réunion à la taverne des francs-maçons le 12 janvier 1820. Pearson aide à rédiger les règles et est trésorier pendant les dix premières années de la société. En 1819, il est élu membre de la Royal Society et reçoit un LLD honoraire.

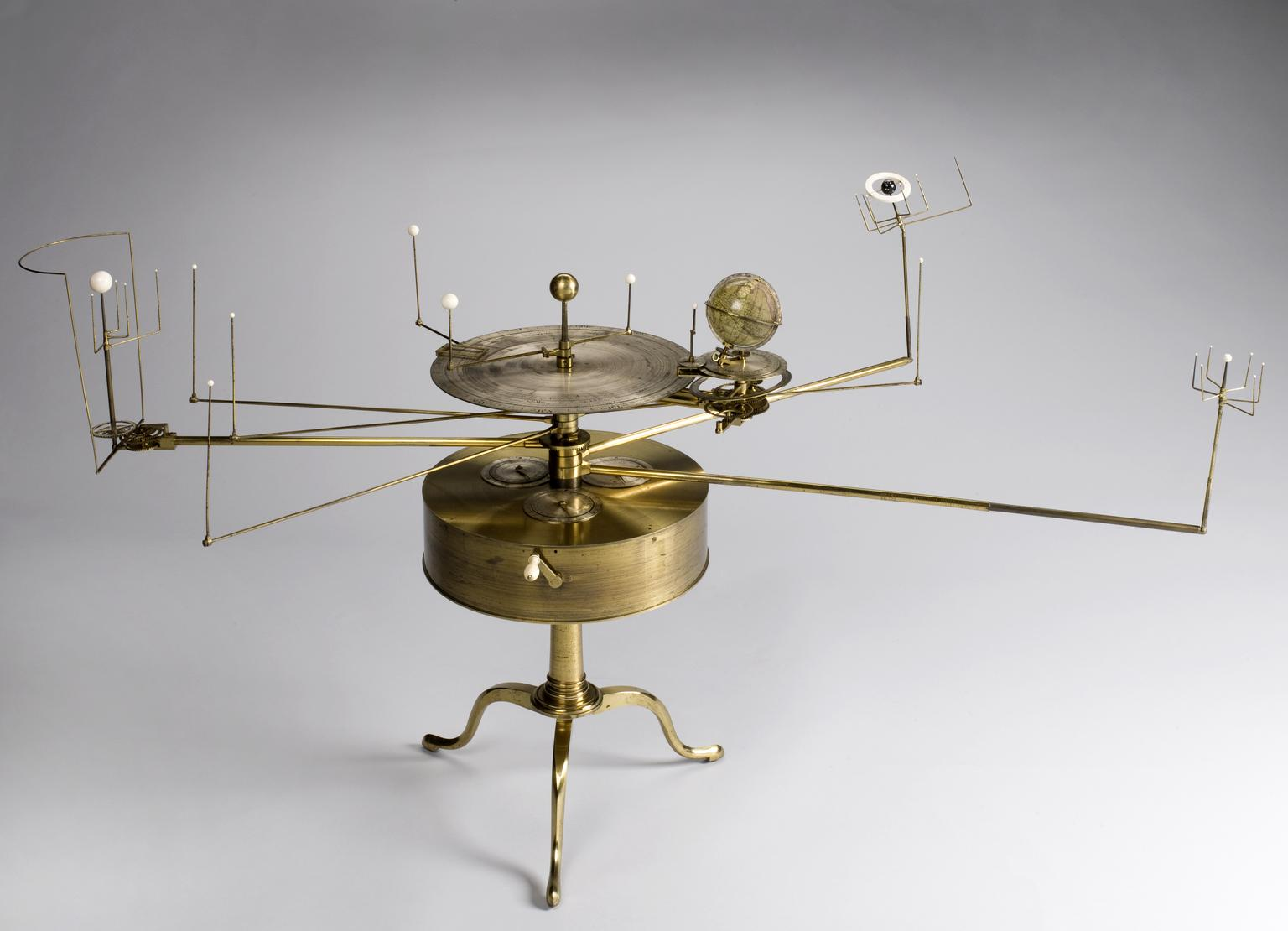
Orrery conçu par William Pearson (1767-1847), 1813-1822 maintenant au Science Museum de Londres. Réalisé par Robert Fidler.

Après avoir quitté East Sheen en 1821, William érige un observatoire à South Kilworth qui possède un télescope azimutal à focale de 36 pouces, construit à l'origine par Edward Troughton pour l'Académie des sciences de Saint-Pétersbourg. L'observatoire est également équipé d'un réfracteur achromatique à focale de 42 pouces de Tulley, d'une Lunette méridienne de William Simms et d'une horloge de Hardy.
Pendant son séjour à South Kilworth, Pearson observe les occultations des Pléiades en juillet et octobre 1821. En 1824 et 1829, il publie les deux volumes in-quarto de son Introduction à l'astronomie pratique. Le premier volume contient principalement des tableaux pour les procédés de réduction. Le deuxième volume comprend des descriptions élaborées et des gravures de divers instruments astronomiques (dessinés par John Farey, Jr, et gravés par Edmund Turrell) ainsi que des instructions pour leur utilisation. Pearson reçoit la médaille d'or de la Royal Astronomical Society (alors connue sous le nom d'Astronomical Society of London) le 13 février 1829 pour la publication, que Sir John Herschel qualifie de "l'un des ouvrages les plus importants et les plus étendus sur ce sujet qui ait jamais été publié par la presse' .
En 1830, l'Observatoire royal nomme Pearson à son nouveau conseil des visiteurs. Assisté par un mathématicien du village nommé Ambrose Clarke, Pearson commence la réobservation et le calcul des 520 étoiles tabulées pour les occultations dans son astronomie pratique au cours de la même année. Il présente le catalogue qui en résulte à la Royal Astronomical Society le 11 juin 1841.
Pearson observe la comète de Halley le 29 octobre 1835 et, en 1839, il déduit une valeur pour l'obliquité de l'écliptique de ses propres recherches.
Il meurt le 6 septembre 1847 à South Kilworth, et une tablette honore sa mémoire dans l'église.

## Famille
William Pearson épouse Frances Low le 22 février 1796 à St Swithun, East Retford, Nottinghamshire . Leur fille, Frances, est née en 1797  à Lincoln . Frances Pearson, née Low, est décédée le 10 octobre 1831, à l'âge de 61 ans et est enterrée à South Kilworth .
Il épouse Eliza Sarah Hunter le 10 novembre 1832 à St George, Hanover Square, Middlesex . Eliza Sarah Pearson, née Hunter, est décédée à Tunbridge Wells, Kent en 1878, à l'âge de 82 ans .

## Œuvres
- Son manuel, Selected Speeches for the Young Gentlemen of the Seminary (1801), enseigne la rhétorique.
- Introduction to Practical Astronomy, Vol 1, 1824, et Vol 2, 1829, contient 31 planches dessinées par John Farey, Jr, et gravées par Edmund Turrell.
- Pearson contribue à 63 articles de la Cyclopædia de Rees sur l'astronomie pratique, qui comprend l'astronomie, la chronométrie, l'optique, etc. Instruments, horlogerie, machines planétaires et montre. La liste complète se trouve dans Gurman et Harratt[1], p290.
- Il écrit l'article sur les machines planétaires dans l' Encyclopédie d'Édimbourg
- Il est l'auteur de nombreux articles dans le Nicholson's Journal, le Philosophical Magazine et des périodiques publiés par la Royal Astronomical Society. La liste complète se trouve dans Gurman et Harratt[1], p289.

## Plaque verte

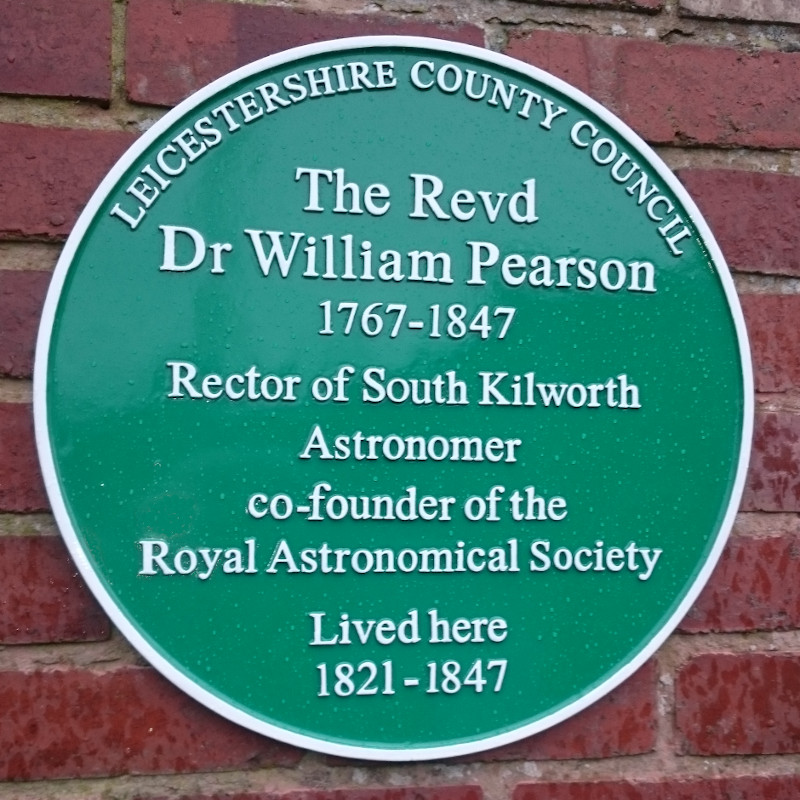
Une plaque au presbytère, South Kilworth, commémorant l'astronome William Pearson.

Le 16 janvier 2020, une plaque verte est dévoilée au presbytère, South Kilworth, Leicestershire . William Pearson y a vécu de 1821 jusqu'à sa mort en 1847.
C'est 200 ans et quatre jours après le dîner du 12 janvier 1820 à la taverne du franc-maçon, Lincoln's Inn Fields, Londres, qui a conduit à la formation de la Société astronomique de Londres. En 1831, elle devient la Royal Astronomical Society .